# Riccardo Molinari
Riccardo Molinari (Alessandria, 29 luglio 1983) è un politico italiano, dal 23 marzo 2018 deputato alla Camera per la Lega per Salvini Premier, di cui è capogruppo a Montecitorio e segretario regionale in Piemonte.
È stato anche consigliere regionale del Piemonte dal 2010 al 2012, assessore della giunta regionale del Piemonte dal 2013 al 2014 e vicesegretario federale della Lega Nord dal 28 novembre 2014 al 26 febbraio 2016.

## Biografia
Nato ad Alessandria, dove vive da sempre, figlio di un noto medico, Angelo, si è laureato nel 2008 in giurisprudenza all'Università di Genova ed è iscritto all'ordine degli avvocati di Genova come avvocato straniero, avendo sostenuto l'esame d'avvocato all'estero (in Spagna), ed è un libero professionista.

### Gli inizi in politica
Facendo politica fin da giovanissimo, tesseratosi alla Lega Nord nel 1999, ha ricoperto diversi incarichi, partendo dal Movimento Giovani Padani, l'organizzazione giovanile del partito, di cui è stato coordinatore provinciale fino al 2010, per poi essere eletto nello stesso anno segretario provinciale della Lega ad Alessandria, carica mantenuta fino a febbraio 2016.

### Vicepresidente del Consiglio Regionale
Alle elezioni regionali in Piemonte del 2010 si candida tra le liste della Lega, a sostegno dell'allora capogruppo leghista a Montecitorio Roberto Cota, risultando eletto nel collegio di Alessandria con 5.048 preferenze in consiglio regionale del Piemonte, diventandone vicepresidente.
Il 17 gennaio 2012 decade da vicepresidente del Consiglio regionale, in seguito ad una sentenza del TAR che sancisce l'ineleggibilità di Molinari, in quanto al momento della candidatura era amministratore dell'Ente regionale per il diritto allo studio.

### Assessore della Regione Piemonte
Alle elezioni politiche del 2013 viene candidato alla Camera dei deputati, tra le liste della Lega Nord nella circoscrizione Piemonte 2, ma risulta non eletto.
Il 20 marzo 2013 viene nominato assessore con deleghe agli affari istituzionali, controllo di gestione e trasparenza amministrativa, enti locali, promozione della sicurezza e polizia locale, rapporti con l'Università e semplificazione nella giunta regionale del Piemonte presieduta da Cota, rimanendo in carica fino alla sua fine.

### Vicesegretario della Lega e Segretario della Lega Piemonte
Il 28 novembre 2014 viene nominato vicesegretario federale della Lega Nord, dal segretario federale Matteo Salvini insieme a Riccardo Molinari, e mantenendo l'incarico fino al 26 febbraio 2016, quando vengono succeduti da Giancarlo Giorgetti e Lorenzo Fontana.
A febbraio 2016, durante un combattuto congresso nazionale, Molinari viene eletto segretario della Lega Nord Piemonte con 446 voti (55,1% dei delegati), sostenuto dal segretario federale della Lega Nord Matteo Salvini contro i 364 voti (44,9%) dell'ex presidente della Provincia di Cuneo Gianna Gancia; subentrano così a Roberto Cota dopo 15 anni dall'insediamento.
Il 10 luglio 2017 viene nominato assessore al commercio nella giunta comunale di Alessandria, a seguito della vittoria del candidato di centro-destra Gianfranco Cuttica di Revigliasco alle elezioni amministrative del 2017.

### Capogruppo della Lega alla Camera

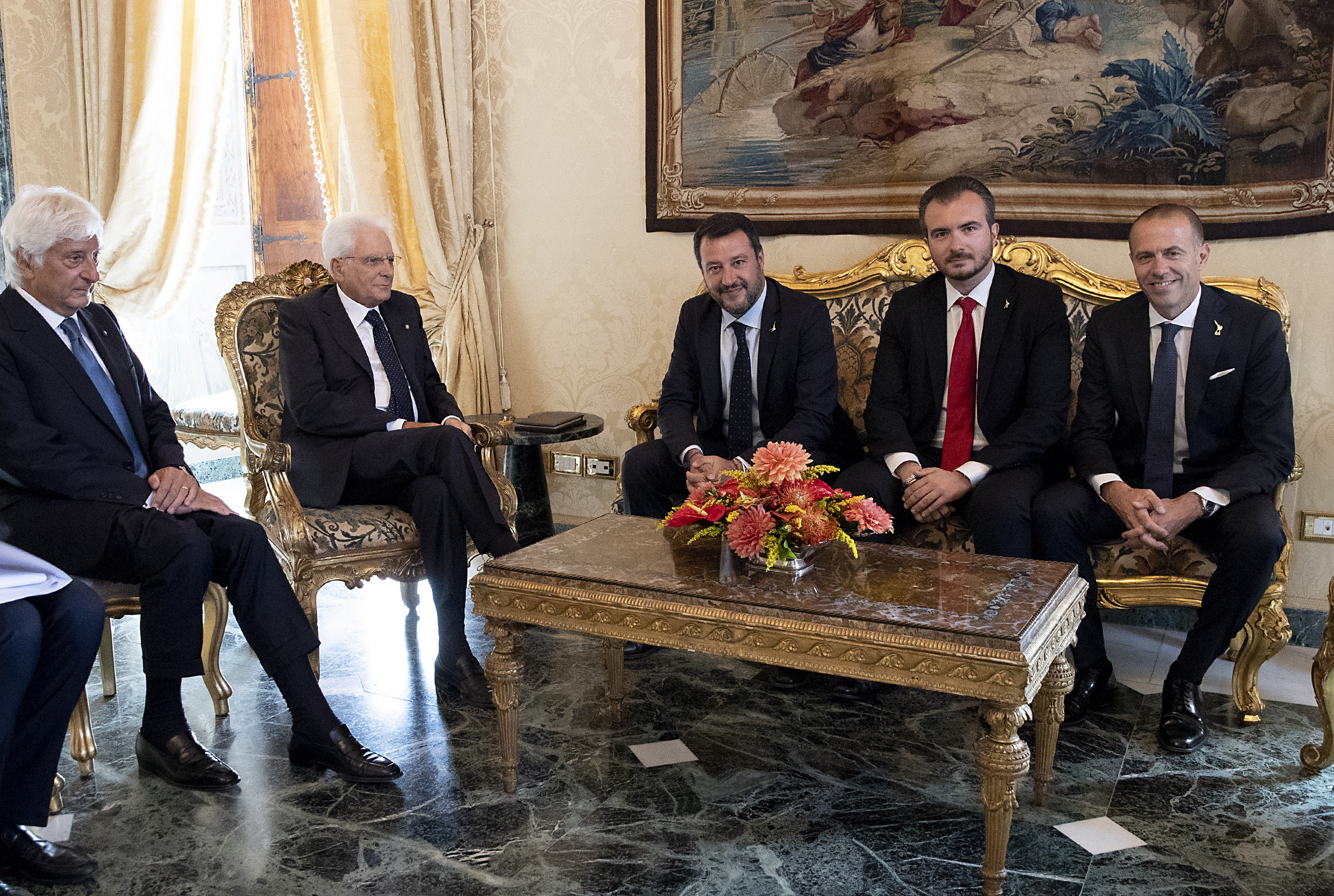
Riccardo Molinari nella delegazione della Lega durante le consultazioni al Quirinale del 2019

Alle elezioni politiche del 2018 viene candidato alla Camera nel collegio uninominale Piemonte 2 - 05 (Alessandria), sostenuto dalla coalizione di centro-destra in quota Lega Salvini Premier, venendo eletto deputato con il 44,6% dei voti e superando i candidati del Movimento 5 Stelle Silvia Gambino (26,87%) e del centro-sinistra, in quota Partito Democratico, Marcella Graziano (21,5%); lascia quindi l'assessorato nella giunta alessandrina.
Nel corso della XVIII legislatura è stato componente della 14ª Commissione Politiche dell'Unione europea e del Comitato parlamentare per la sicurezza della Repubblica, oltre a ricoprire gli incarichi di vice-capogruppo prima e capogruppo del gruppo parlamentare della Lega - Salvini Premier alla Camera poi, eletto il 14 giugno 2018 e succedendo a Giancarlo Giorgetti, nominato sottosegretario di Stato alla Presidenza del Consiglio nel governo Conte I.
Il 9 luglio 2021, riceve la XIX edizione del Premio Internazionale Bonifacio VIII "per una cultura della Pace", indetto dall'Accademia Bonifaciana di Anagni (Fr), su proposta del Rettore Presidente Gr. Uff. Dott. Sante De Angelis e del Presidente del Comitato Scientifico monsignore Enrico dal Covolo.

#### Riconferma nel 2022
Alle elezioni politiche anticipate del 2022 viene ricandidato alla Camera sia nel collegio uninominale Piemonte 2 - 01 (Alessandria), sostenuto dalla coalizione di centro-destra, che nei collegi plurinominali Piemonte 2 - 01 e Piemonte 2 - 02 come capolista della Lega, venendo rieletto a Montecitorio nell'uninominale col 52,53% dei voti e superando i candidati del centro-sinistra Federico Bodo (24,94%) e del Movimento 5 Stelle Antonella Scagnetti (9,44%). Nella XIX legislatura, dopo esser stato in un primo momento candidato alla presidenza della Camera, viene confermato capogruppo della Lega alla Camera ed è componente della 13ª Commissione Agricoltura.
Il 25 giugno 2023 Molinari viene rieletto segretario regionale della Lega in Piemonte, come unico candidato al congresso di Chivasso (Torino).

## Vicende giudiziarie

### "Spese pazze" in Regione Piemonte
Molinari viene indagato per il reato di peculato nell'inchiesta "Spese pazze" in Regione Piemonte. Dopo esser stato assolto in primo grado nel 2016, il 24 luglio 2018 viene condannato a 11 mesi di reclusione, e 5 anni di interdizione dai pubblici uffici (sanzione comunque sospesa per un anno), nel processo d'appello.
In seguito al ricorso fatto da Molinari in corte di Cassazione, nel novembre 2019 la Cassazione annulla la condanna "perché il fatto non costituisce reato".

### Falsificazione materiale elettorale
Il 12 dicembre 2020 viene indagato per "falsificazione materiale mediante alterazione e/o sostituzione di atto vero destinato a operazione elettorale" dalla procura di Torino, in seguito ad un esposto dei Radicali italiani per l'esclusione del candidato alle elezioni comunali di Moncalieri (Torino) di Stefano Zacà, ex capogruppo di Forza Italia.
Il 24 settembre 2021 viene rinviato a giudizio dal tribunale di Torino. Il 10 novembre 2023 viene chiesta la condanna a 8 mesi di reclusione, da parte della Procura di Torino; tuttavia lo stesso giorno viene emessa la sentenza di assoluzione in quanto il fatto non sussiste.
L'11 e 12 febbraio 2023 avrebbe dovuto ricevere a Casale Monferrato il premio alla legalità della Fondazione Caponnetto, ma, a seguito del suo rinvio a giudizio, non solo non viene più premiato ma viene anche annullata la manifestazione con polemiche tra la Fondazione e il Comune di Casale che avrebbe indicato Molinari come soggetto da premiare.